# Rey Fénix
Fénix  (Ciudad de México, 30 de diciembre de 1990) es un luchador profesional mexicano enmascarado más conocido por sus nombres como King Phoenix y Rey Fénix  quien trabaja actualmente en WWE, en su marca SmackDown. Fénix ha trabajado principalmente para All Elite Wrestling (AEW), Lucha Underground (LU), Impact Wrestling (IW), Lucha Libre AAA Worldwide (AAA), Pro Wrestling Guerrilla (PWG), Consejo Mundial de Lucha Libre (CMLL) y Major League Wrestling (MLW).
También ha luchado en Japón para Pro Wrestling Noah y Pro Wrestling Wave. Su nombre real no es un asunto de interés público, como es a menudo el caso con los luchadores enmascarados en México, donde sus vidas privadas se mantienen en secreto para los fanáticos de la lucha.
Fénix ha sido dos veces campeón mundial al ser Campeón de Lucha Underground y Megacampeón de AAA. También es una vez y único Campeón de Fusión de AAA, dos veces Campeón Mundial en Parejas de AAA, una vez Campeón Mundial en Parejas de Impact, una vez Campeón Mundial en Parejas de la MLW y una vez Campeón Mundial en Parejas de P,G, una vez Campeón Mundial en Parejas de AEW, una vez Campeón Latinoamericano de AAA y una vez Campeón Mundial de Peso Crucero de AAA, todos estos logros lo convierten en Campeón de Triple Corona de AAA, también fue una vez Campeón Mundial de Tríos de AEW, una vez Campeón Mundial en Parejas de ROH y una vez Campeón Internacional de AEW.

## Carrera
Fénix comenzó su lucha profesional de carrera en el año 2005, a trabajar como Máscara Oriental en la mexicana circuito independiente en lugares como Puebla, Pachuca y Querétaro. Finalmente, fue también invitado por Blue Demon Jr. a trabajar para su NWA México y por Crazy Boy a trabajar para su promoción Desastre total Ultraviolento (DTU), antes de recibir la oportunidad de trabajar para la Asistencia Asesoría y Administración (AAA), uno de los dos mejores promociones en el país.

### Asistencia Asesoría y Administración (2011-2016)
Antes de su debut en AAA, Máscara Oriental pasó a llamarse Fénix, después de que el ave mitológica y se les dio una nueva máscara. En su debut el 27 de enero de 2011, él, Atómic Boy y Gato Eveready derrotaron a su hermano en la vida real Dark Dragon. El 18 de junio en Triplemanía XIX, Fénix se asoció con Aero Star, Argos y Sugi San en un máximo de ocho personas del equipo en un dark match, donde fueron derrotados por la Milicia Extrema (Dark Dragon, Decnnis, Tigre Cota y Tito Santana). Más adelante en el año, Fénix formados una asociación con Jack Evans y, como resultado, se involucró en su rivalidad con el líder de Los Perros del Mal, el Hijo del Perro Aguayo. El 16 de diciembre en Guerra de Titanes, Fénix y Evans se unieron con Drago, el ex.Gato Eveready, en una pelea por equipos de seis hombres, donde fueron derrotados por Aguayo, Halloween y Héctor Garza. 
El 7 de octubre de 2012, en Héroes Inmortales, Fénix recibió su primera oportunidad de título en AAA, cuando él y Lolita sin éxito desafió a Alan Stone y Jennifer Blake para el Campeonato Mundial en Parejas Mixto AAA en una lucha de cuatro esquinas, que también incluyó a los equipos de Boy Atómica y Faby Apache y Halloween y Mari Apache, que pasó a ganar la lucha.
Durante en Guerra de Titanes, él y Myzteziz perdieron contra "Los Perros del Mal" (Joe Líder y Pentágon Jr.) en una lucha de 3 equipos que también incluyó Los Gueros del Cielo (Angélico y Jack Evans) y no lograron ganar el Campeonato Mundial en Parejas de AAA.
En Rey de Reyes, perdió contra El Hijo del Fantasma y no logró ganar el Campeonato Mundial de Peso Crucero de AAA.
El 24 de septiembre de 2016, Fénix dejó AAA.

### Japón (2012, 2013, 2016)
El 27 de noviembre de 2012, Fénix hizo su debut en Tokio cuando participó en un evento realizado por la lucha femenina promoción Pro Wrestling Wave, que contó con la participación de varios trabajadores AAA. Fénix se asoció con Lolita y Pimpinela Escarlata en una pelea por equipos de seis personas, donde fueron derrotados por Ayako Hamada, Bachiko y Cima.
El 2 de septiembre de 2013, Fénix anunció que iba a regresar a Japón el 7 de septiembre de trabajar una gira con Pro Wrestling Noah, anunciando su intención de ir por el Campeonato Peso Pesado Junior de GHC. Al día siguiente, el combate por el título entre Fénix y el campeón reinante, Taiji Ishimori, se hizo oficial el 22 de septiembre.
El 20 de abril de 2016, Fénix volvió a Japón para participar en el evento inaugural de Akebono promoción ODO. En el evento, Fénix fue derrotado por Pentagón Jr..

### Lucha Underground (2014-2018)
En agosto de 2014, Fénix fue anunciado como uno de los cinco luchadores de AAA para protagonizar Lucha Underground, una nueva serie de televisión estadounidense en El Rey Network. Fénix debutó en el tercer episodio el 12 de noviembre al derrotar a Drago y Pentagón Jr. en un evento principal fijando a Pentagón Jr., el ex dragón oscuro. Durante las próximas semanas, los dos hermanos de la vida real desarrollaron una rivalidad histórica entre ellos. 
En 14 de enero de 2015, Fénix desafió sin éxito a Prince Puma por el Campeonato de Lucha Underground. Fénix luego entró en una nueva rivalidad con Mil Muertes, convirtiéndose en el primer luchador de derrotarlo en una lucha individual. La rivalidad culminó en el episodio del 18 de marzo, donde Fénix fue derrotado por Muertes en una lucha de ataúd. El 19 de abril en Última Lucha, Fénix derrotó a otros seis ganadores de Azteca Medallions para convertirse en el primer Campeón de Regalo de los Dioses, ganando una oportunidad futura en el Campeonato de Lucha Underground. 
El 14 de noviembre, Fénix perdió el Campeonato de Regalo de los Dioses contra King Cuerno. Al día siguiente, Fénix derrotó a Mil Muertes, para ganar el Campeonato de Regalo de los Dioses.
En Última Lucha Dos el 31 de enero de 2016, Fénix ganó el metro Campeonato de Lucha Tríos, cuando se unió con Aero Star y Drago para derrotar a Jack Evans, Johnny Mundo y PJ Black.

### Consejo Mundial de Lucha Libre (2018-2019)
El 8 de junio de 2018, Rey Fénix hizo su debut en el Consejo Mundial de Lucha Libre (CMLL), trabajando para el mayor rival de AAA solo 5 días después de regresar a AAA. Para su debut, Rey Fénix se asoció con dos de los mejores técnicos de CMLL, Carístico y Místico para derrotar a La Peste Negra (Bárbaro Cavernario y Negro Casas) y Último Guerrero. La semana siguiente fue anunciado como el "King Phoenix" por su apariencia de CMLL. Después del espectáculo, explicó que usó ese nombre hasta que tuvo todos los derechos legales sobre el nombre de "Rey Fénix".

### Impact Wrestling (2018-2019)
Rey Fénix debutó con Impact Wrestling en un evento de promoción conjunta de Impact Wrestling vs. Lucha Underground en Wrestlecon en abril de 2018. Fénix y su hermano Pentagón Jr. lucharon en un Trple Theat Match con el Campeón Mundial de Impact Austin Aries. Penta y Fénix fueron anunciados para enfrentar a Austin Aries por el Impact World Championship en Redemption. El combate se cambió luego a un Triple Threat Match con Austin Aries defendiendo el Campeonato Mundial de Impact en la cual Pentágon Jr. ganó tanto el combate como el campeonato.

### Regreso a la AAA (2018-2023)
Después del evento principal de Verano de Escándalo de la AAA, Fénix hizo su regreso a la AAA, atacando a los heels, incluido el recién coronado Megacampeón de AAA Jeff Jarrett y luego encaró a Konnan. Después del espectáculo, Fénix declaró que no firmó con AAA a tiempo completo, pero trabajó como luchador independiente y podría trabajar donde quisiera. Mientras trabajaba para AAA, se le facturaría como "Fénix".  El 2 de agosto, Fénix derrotó a Flamita y a Bandido para ser el contendiente número uno y enfrentarse a Jarrett por el título en Triplemanía XXVI. El 25 de agosto en Triplemanía XXVI, Fénix logró derrotar a Jarrett junto con Brian Cage y a Rich Swann coronándose como Megacampeón de AAA por primera vez en su carrera.
Fénix se anunció originalmente para defender el Megacampeonato de la AAA en Guerra de Titanes contra Brian Cage, pero debido a una lesión sufrida en las semanas previas al espectáculo, Fénix no pudo defender el campeonato.  Debido a la lesión, tampoco pudo competir en el torneo de Lucha Capital como se planeó originalmente. Laredo Kid ganó el torneo y se posicionó como el próximo retador del título máximo.
El 16 de marzo de 2019, Fénix regresó a AAA desde su lesión acompañado con su hermano Pentagón Jr. en Rey de Reyes en una lucha por el Campeonato Mundial en Parejas de AAA contra Los Mercenarios (El Texano Jr. & Rey Escorpión) donde los Lucha Brothers ganaron sus títulos por primera vez como equipo siendo su tercer título de AAA y al final perderían los títulos en la misma noche ante los debutantes The Young Bucks (Matt Jackson & Nick Jackson) quienes representaban All Elite Wrestling. 
Después de casi un año sin una defensa por el Megacampeonato de AAA, el 10 de agosto de 2019, Fénix tuvo su primera defensa al derrotar a Laredo Kid, Puma King y Taurus en Saltillo. El 19 de octubre en Héroes Inmortales XIII, Fénix perdió el Megacampeonato de AAA ante Kenny Omega en su segunda defensa, terminando así su reinado de 420 días.

### All Elite Wrestling (2019-2025)
Durante un circuito independiente en Georgia, The Young Bucks llegó al ring para ofrecer a los Lucha Brothers un contrato de All Elite Wrestling (AEW) en una confrontación que terminó con un acuerdo verbal y un apretón de manos. Posteriormente, se reveló que Pentagón Jr. y Fénix habían acordado un acuerdo no exclusivo con AEW, debido a sus obligaciones legales con Lucha Underground.
El 7 de febrero de 2019, en el anuncio de boletos de All Elite Wrestling celebrado en el MGM Grand Pool Splash, en Las Vegas, Nevada, The Young Bucks estaban saliendo del escenario mientras tocaban la música de Lucha Brothers viendo a Pentagón Jr., y Fénix haciendo su primera aparición en la compañía. Los dos equipos se enfrentaron antes de que se produjera una pelea al ver a Pentagón golpear primero a Matt Jackson, mientras que Fénix eliminó a Nick Jackson con una súper patada. Pentagón luego procedió con Matt Jackson en el escenario, antes de realizar promociones y publicitarse para el próximo debut de Pay-Per-View para la compañía, Double or Nothing antes de salir del escenario.
El 4 de marzo de 2020, los Lucha Brothers formaron un trío junto con PAC conocido como "The Death Triangle", confirmando su heel turn. Hicieron su debut como equipo contra Joey Janela y Private Party (Marq Quen) y Isiah Kassidy, derrotándolos. Sin embargo, con Pac atrapado en el Reino Unido, debido a restricciones de viaje a causa de la pandemia de COVID-19, luego formaron una alianza con Eddie Kingston, así como con The Butcher & The Blade. El 18 de noviembre de 2020, Penta y Fenix volvieron a dar la cara y revivieron su alianza "Death Triangle" con PAC después de salvarlo durante una paliza de Kingston, Butcher y Blade. El 6 de enero de 2021 en Dynamite: New Year's Smash en la noche 1, Fénix no pudo ganar el Campeonato Mundial de AEW contra Kenny Omega. En All Out, los Lucha Brothers derrotaron a The Young Bucks en una Tornado Steel Cage para ganar el Campeonato Mundial en Parejas de AEW. En el episodio del 5 de enero de 2022 de Dynamite, Fenix recibió un estrangulamiento desde el delantal a través de una mesa porLuchasaurus que se dislocó el codo izquierdo al aterrizar. Este combate también fue por el Campeonato Mundial en Parejas de AEW, que Jungle Boy y Luchasaurus ganarían poco después de la lesión de Fenix. Posteriormente regresaría a la televisión en el episodio del 27 de abril de Dynamite, disfrazado del manager Alex Abrahantes, antes de atacar a The Black House junto con el resto de The Death Triangle.
En Dynamite: Grand Slam el 20 de septiembre de 2023, Fénix ganó su primer título individual en AEW al derrotar a Jon Moxley para ganar el Campeonato Internacional AEW. Tras exitosas defensas ante Jeff Jarrett y Matt Jackson, el 10 de octubre, fue derrotado por Orange Cassidy, lo que marco el fin de su breve reinado.

### WWE (2025-presente)
En marzo de 2025 se hizo oficial su llegada a WWE. Fenix se unió al roster de super estrellas que forman parte de SmackDown, por lo que estaría separado de su hermano Penta, quién forma parte de Raw, su aparición en la empresa estuvo marcada por varias promociones y mercancías con su rostro y nombre, hasta cuando hizo du debut oficial en el episodio del 4 de abril del 2025 de SmackDown, cuando derrotó a Nathan Frazer
El 19 de abril de 2025 se anunció que Fénix reemplazaría a Rey Mysterio, quien sufrió una lesión, en su combate programado para la noche uno de WrestleMania 41 en Las Vegas, Nevada contra El Grande Americano, el alterego del luchador estadounidense, Chad Gable. Este enfrentamiento marcó el debut de Fénix en WrestleMania. Durante la lucha, Fénix fue derrotado por El Grande Americano, quien ocultó una placa metálica en su máscara para asegurar la victoria. 

## Vida personal
El padre de Fénix y sus dos hermanos también son luchadores profesionales; su padre trabajaba como Fuego, mientras que sus hermanos se desempeñan como Pentagón Jr. y Niño de Fuego.

## Otros medios
Fénix hizo su debut en los videojuegos como personaje jugable en AEW Fight Forever.

## Campeonatos y logros
- All Elite Wrestling

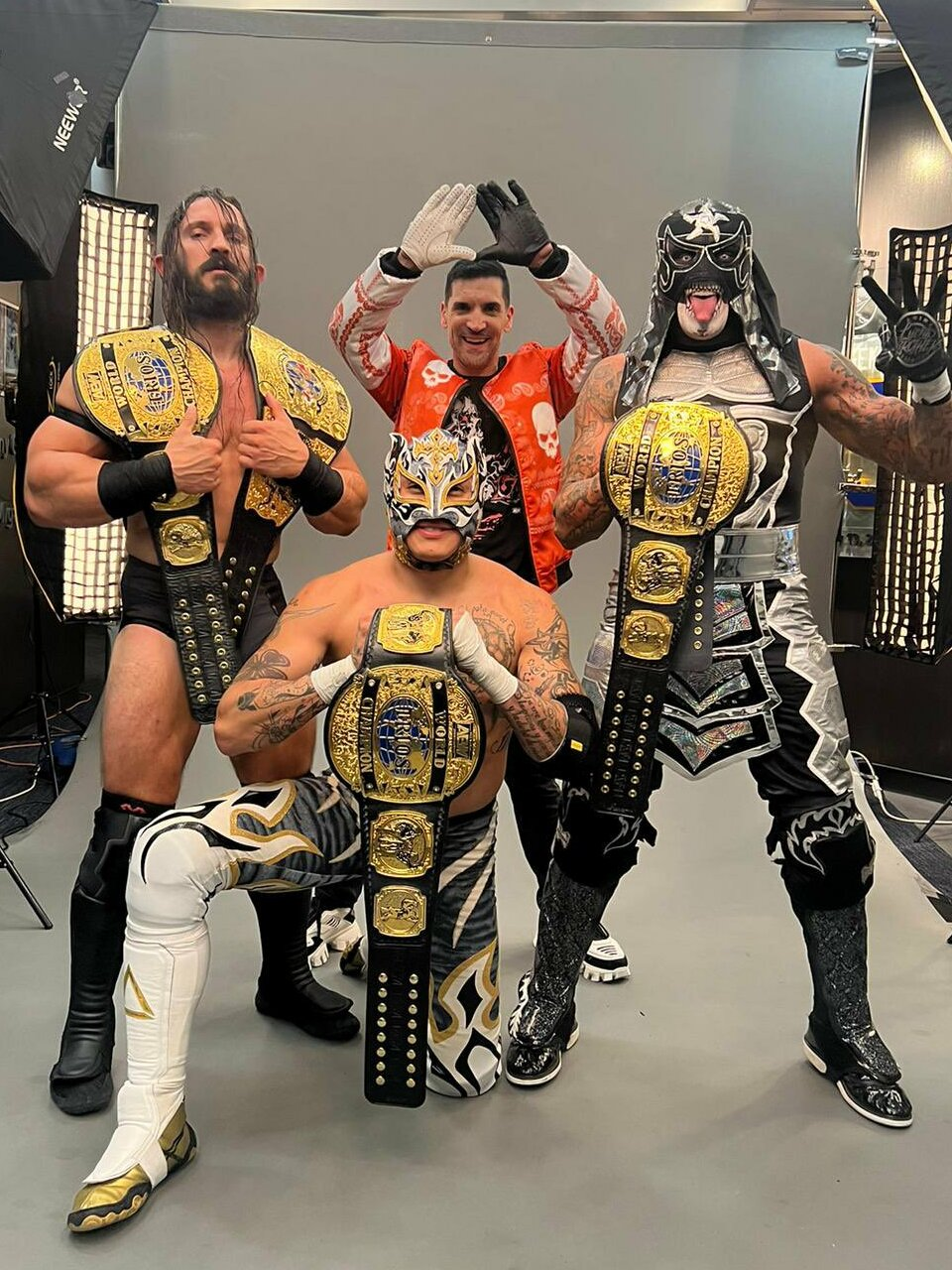
Fénix como uno de los Campeones Mundiales de Tercías de AEW junto con Death Triangle en 2023.

  - AEW International Championship (1 vez)
  - AEW World Tag Team Championship (1 vez) – con Penta El Zero M
  - AEW World Trios Championship (1 vez) – con PAC y Penta El Zero M
  - Tag Team Casino Battle Royale (2021) – con PAC
  - Dynamite Award (2 veces)
    - Mejor High Flyer (2021)
    - Best Tag Team Brawl (2022) - Young Bucks vs Lucha Brothers, Steel Cage Match con Penta El Zero M

- All American Wrestling / AAW: Professional Wrestling Redefined
  - AAW Heavyweight Championship (1 vez)
  - AAW Tag Team Championship (2 veces) – con AR Fox (1) y Penta el 0M (1)

- Chikara
  - King of Trios (2015) – con Aero Star y Drago[16]

- Fight Club: PRO
  - Dream Team Invitational (2019) – con Penta el Zero M

- House of Glory
  - HOG Tag Team Championship (1 vez) - con Pentagón Jr.

- Impact Wrestling
  - Impact World Tag Team Championship (1 vez) – con Pentagón Jr.

- Lucha Libre AAA Worldwide
  - Megacampeonato de AAA (1 vez)
  - Campeonato Latinoamericano de AAA (1 vez)
  - Campeonato de AAA Fusión (1 vez, inaugural)[17]
  - Campeonato Mundial de Peso Crucero de AAA (1 vez)
  - Campeonato Mundial en Parejas de AAA (2 veces) – con Pentagón Jr.
  - Triple Crown Championship (Primero)

- Lucha Underground
  - Lucha Underground Championship (1 vez)
  - Gift of the Gods Championship (2 veces)[18][19]
  - Lucha Underground Trios Championship (1 vez) – con Aero Star & Drago[8]
  - Triple Crown Championship (Primero) [7]

- Major League Wrestling
  - MLW World Tag Team Championship (1 vez) – con Penta el Zero M

- Mucha Lucha Atlanta
  - Border War Tournament (2017)[20]

- New Generation Championship Wrestling
  - NGCW Florida Grand Championship (1 vez)

- Oddity Wrestling Alliance
  - Border x Brewing Championship (1 vez)[21]

- Pro Wrestling Guerrilla
  - PWG World Tag Team Championship (1 vez) – con Penta el Zero M

- Ring of Honor
  - ROH World Tag Team Championship (1 vez) – con Penta el Zero M

- The Crash
  - Campeonato de Peso Crucero de The Crash (2 veces)
  - Campeonato en Parejas de The Crash (1 vez) - con Penta el Zero M

- Wrestling Alliance Revolution
  - WAR World Tag Team Championship (1 vez) – con Penta el 0M[22]

- Xtreme Mexican Wrestling
  - XMW Tag Team Championship (1 vez) – con Dark Dragon[23]

- Pro Wrestling Illustrated
  - Situado en el N.º 159 en los PWI 500 de 2014[24]
  - Situado en el N.º 162 en los PWI 500 de 2015[25]
  - Situado en el N.º 89 en los PWI 500 de 2016[26]
  - Situado en el N.º 124 en los PWI 500 de 2017[16]
  - Situado en el N.º 61 en los PWI 500 de 2018[19]
  - Situado en el N.º 22 en los PWI 500 de 2019[18]
  - Situado en el N.º 52 en los PWI 500 de 2020
  - Situado en el N.º 55 en los PWI 500 de 2021

- Wrestling Observer Newsletter
  - Equipo del año (2019) con Pentagón Jr.
  - Lucha 5.25 estrellas (2019) con Pentagón Jr. vs. The Young Bucks (Matt Jackson & Nick Jackson) en All Out el 31 de agosto
  - Lucha 5 estrellas (2021) vs. Kenny Omega en Dynamite: New Year's Smash (Noche 1) el 6 de enero
  - Lucha 5 estrellas (2021) con PAC vs The Young Bucks en Dynamite el 8 de abril
  - Lucha 5.75 estrellas (2021) con Pentagón Jr. vs. The Young Bucks (Matt Jackson & Nick Jackson) en All Out 2021 el 5 de septiembre
  - Lucha 5 estrellas (2021) con Pentagón Jr. vs. Los Jinetes del Aire (El Hijo del Vikingo & Laredo Kid) en Héroes Inmortales XIV el 9 de octubre
  - Lucha 5 estrellas (2022) con Penta Oscuro vs. The Young Bucks (Matt Jackson & Nick Jackson) en Rampage #44 el 3 de junio
  - Lucha 5 estrellas (2022) con PAC & Penta El Zero M vs. United Empire (Will Ospreay, Kyle Fletcher & Mark Davis) en Dynamite el 24 de agosto
  - Lucha 5 estrellas (2022) vs. El Hijo del Vikingo en Triplemanía XXX: Ciudad de México el 15 de octubre
  - Lucha 5 estrellas (2023) con PAC & Penta El Zero M vs. The Elite (Kenny Omega & The Young Bucks en Dynamite el 11 de enero